# Жизнь Берлиоза (мини-сериал)
«Жизнь Берлио́за» (фр. La vie de Berlioz) — 6-серийный мини-сериал о жизни и творчестве французского композитора и дирижёра XIX века Гектора Берлиоза. Совместное производство Франции — Канады — СССР — Швейцарии — Бельгии — Венгрии, режиссёры Жак Требута и Виктор Сергеев.

## Сюжет
Биографический мини-сериал о жизни и творчестве французского композитора и дирижёра XIX века Гектора Берлиоза, о детстве и становлении в профессии, о поисках нового пути в музыке, о встречах и дружбе с известными людьми своего времени, о личной жизни.

## В ролях
- Даниэль Мезгиш — Гектор Берлиоз
- Матьё Кассовиц — Гектор Берлиоз в юности
- Робер Рембо — Луи-Жозеф Берлиоз, отец Гектора
- Надин Алари — Мари, мать Гектора
- Анна Руссель — Нэнси, сестра Гектора
- Ронда Бахман — Гарриет Смитсон, актриса, первая жена Гектора Берлиоза
- Ноэль Шатле — Мари Ресио, певица, вторая жена Гектора Берлиоза
- Жоселин Буассо — Камилла Мок, пианистка
- Петер Трокан — Ференц Лист, венгерский композитор
- Роже Карель — Луиджи Керубини, итальянский композитор
- Марина Левтова — Люба
- Александр Бахаревский — Н. А. Римский-Корсаков, русский композитор
- Борис Плотников — В. Ф. Одоевский, русский писатель и музыковед
- Борис Клюев — Рихард Вагнер, немецкий композитор
- Татьяна Пилецкая — королева Ганновера
- Николай Крюков — король Ганновера
- Анатолий Шведерский
- Георгий Штиль — привратник
- Анна Твеленёва
- Ольга Кирсанова-Миропольская — фрейлина

## Музыканты
- Будапештский симфонический оркестр, дирижёр — Geza Oberfrank
- Симфонический оркестр Гостелерадио СССР, дирижёр — Владимир Федосеев

## Съёмочная группа
- Режиссёры: Жак Требута[фр.], Виктор Сергеев
- Сценарий: Франсуа Буайе (сценарий, адаптация и диалоги)
- Оператор: Эммануэль Машуэль